# ステヴ・オノサイ
ステヴ・オノサイ（Steve Onosai、2001年9月19日 - ）は、サモアのラグビーユニオン選手。

## プロフィール
- サモア・アピア出身[1]。
- ポジションはセンター(CTB)。
- 身長 175cm、体重 86kg

## 略歴
2024年、パリ2024五輪の7人制サモア代表に選ばれた。